# Takeda Yoshinobu
Takeda Yoshinobu est un nom japonais traditionnel ; le nom de famille (ou le nom d'école), Takeda, précède donc le prénom (ou le nom d'artiste).
Takeda Yoshinobu (武田 義信, 1538-19 novembre 1567) est un daimyo de l'époque Sengoku. Né « Takeda Tarō » (武田 太郎), il est le fils de Takeda Shingen, par dame Sanjō (三条夫人, nom véritable inconnu), l'épouse de Shingen. Il passe sa cérémonie de majorité en 1550, prend le nom formel de « Yoshinobu », et reçoit le yoshi d'Ashikaga Yoshiteru, 13e shogun Ashikaga. En 1552, pour raffermir les liens Takeda-Imagawa, il épouse une fille d'Imagawa Yoshimoto. Tandis que Yoshinobu sert pendant un certain temps comme chef du clan Takeda, il se rebelle contre son père puis est capturé et emprisonné avec Obu Toramasa. Yoshinobu commet seppuku. Nobukatsu, neveu de Yoshinobu (fils de son demi-frère Katsuyori) le remplace comme chef du clan Takeda qui est également responsable de sa mort.

## Source de la traduction
- (en) Cet article est partiellement ou en totalité issu de l’article de Wikipédia en anglais intitulé « Takeda Yoshinobu » (voir la liste des auteurs).